# Michael Spindelegger
Michael Spindelegger, né le 21 décembre 1959 à Mödling, est un homme politique autrichien, membre du Parti populaire autrichien (ÖVP).

## Éléments personnels

### Formation et début de carrière
Après avoir obtenu son Matura en 1977 à Mödling, il accomplit pendant un an son service militaire à Mautern et Götzendorf, puis entre à l'université de Vienne où il passe avec succès son doctorat en 1983. Cette année-là, il devient assistant personnel de juges dans de nombreux tribunaux de Vienne, abandonnant son poste d'assistant de recherche à l'institut de droit pénal de l'université, qu'il occupait depuis un an.

### De l'administration au secteur privé
Il entre dans la fonction publique du Land de Basse-Autriche en 1984, étant affecté aussi bien au siège du gouvernement régional, à Sankt Pölten, qu'auprès des assemblées de district de Gmünd et de Baden. En 1987, il intègre le cabinet de Robert Lichal, ministre fédéral de la Défense nationale, où il reste trois ans. Il quitte ensuite le secteur public et suit alors le programme de stage de la fédération des industriels autrichiens, qui le conduit chez Alcatel, Siemens et dans l'industrie électrique, ainsi qu'à un internat de quatre mois en Allemagne. À l'issue de cette formation, en 1993, il est recruté par la banque GiroCredit pour s'occuper de la stratégie de management au secrétariat du conseil d'administration. Il démissionne cependant au bout d'un an.

### Famille
Marié et père de deux enfants, il est le fils d'Erich Spindelegger, ancien député puis sénateur fédéral de l'ÖVP.

## Vie politique

### Les débuts
Il est nommé en 1989 porte-parole pour les Relations européennes de l'association des employés du Parti populaire autrichien (ÖAAB), dont il est désigné vice-président deux ans plus tard. Il devient membre du Conseil fédéral en 1992, puis il fait son entrée au Conseil national l'année suivante. Il le quitte en 1995, après avoir été choisi comme député au Parlement européen. Membre de la commission de l'Économie, des Affaires monétaires et de la Politique industrielle, il revient en Autriche, au Conseil national, dès 1996.

### L'ascension
À cette occasion, il est désigné porte-parole du groupe ÖVP pour les Affaires étrangères et président de la commission parlementaire des Affaires étrangères. Il est porté à la présidence de la fédération de l'ÖAAB de Basse-Autriche en juillet 1998, renonçant à la vice-présidence fédérale en 1999, puis est élu vice-président du groupe parlementaire conservateur au Conseil national en mars 2000. Également président de la délégation autrichienne à l'Assemblée parlementaire du Conseil de l'Europe à partir de janvier 2002, il devient le 30 octobre 2006 deuxième président du Conseil national, et abandonne l'ensemble de ses autres fonctions.

### Le gouvernement
Le 2 décembre 2008, Michael Spindelegger devient ministre fédéral des Affaires européennes et internationales d'Autriche dans le gouvernement de grande coalition dirigé par le chancelier fédéral social-démocrate Werner Faymann. Lorsque le vice-chancelier et ministre fédéral des Finances, Josef Pröll, annonce son retrait du gouvernement et de la présidence de l'ÖVP le 13 avril 2011, il est choisi par le comité directeur du parti pour lui succéder lors du congrès du 20 mai. Il remplace en outre Pröll comme vice-chancelier à partir du 21 avril. Son élection à la tête du parti est acquise le jour prévu, par 95,5 % des voix.
Chef de file de l'ÖVP aux élections législatives fédérales du 29 septembre 2013, il maintient son parti en deuxième position, avec 47 députés. La grande coalition étant reconduite, il est nommé ministre fédéral des Finances d'Autriche, et confirmé en tant que vice-chancelier, le 16 décembre 2013. Il abandonne ses fonctions en août 2014 : le poste de ministre des Finances revient à Hans Jörg Schelling et celui de vice-chancelier à Reinhold Mitterlehner. Ce dernier prend également sa suite à la présidence de l'ÖVP, le 8 novembre suivant.